# Interludio
Per interludio si intende un intermezzo posto all'interno di una sequenza di rappresentazioni teatrali o musicali. Svolgeva questa funzione, nella tetralogia del teatro greco classico, la rappresentazione del dramma satiresco tra la seconda e la terza tragedia.

## Nella drammaturgia
Per interludio, in campo drammaturgico, si intende un tipo di rappresentazione filosofico-moralistica, derivante dalle Moralità medievali diffusasi soprattutto nell'Inghilterra medievale tra il 1300 ed il 1400, per raggiungere la massima diffusione nell'Età elisabettiana.
In campo teatrale, il distacco dalle Moralità avviene nell'ambito dei temi trattati: se prima erano i temi religiosi ad essere al centro della discussione, negli interludi si affrontavano temi profani, sulla vita, la società, persino la politica. Le rappresentazioni erano povere di allestimento scenico e veniva demandato allo spettatore il compito di immaginarne l'ambientazione.
Uno degli interludi più famosi è Fulgenzio e Lucrezia (Fulgens and Lucrece) di Henry Medwall, che per primo inserì la parola interludio sul frontespizio dell'opera. Il componimento è anche il primo, cronologicamente parlando, giuntoci integro nella struttura.

## Nella musicologia
In campo musicale, con lo stesso termine si identificano invece brani, di norma strumentali, che separano gli atti di un componimento spesso operistico.